# Бокіймівська сільська рада
Бокі́ймівська сільська́ ра́да — колишній орган місцевого самоврядування у Млинівському районі Рівненської області. Адміністративний центр — село Бокійма.

## Загальні відомості
- Бокіймівська сільська рада утворена в 1944 році.
- Територія ради: 36,16 км²
- Населення ради: 1 669 осіб (станом на 2001 рік)

## Населені пункти
Сільській раді були підпорядковані населені пункти:
- с. Бокійма
- с. Козирщина

## Склад ради
Рада складалася з 16 депутатів та голови.
- Голова ради: Рубиш Микола Генадієвич
- Секретар ради: Карпюк Людмила Федорівна

### Керівний склад попередніх скликань
| Прізвище, ім'я, по батькові | Основні відомості                                                         | Дата обрання | Дата звільнення |
| --------------------------- | ------------------------------------------------------------------------- | ------------ | --------------- |
| Рубиш Микола Генадійович    | Сільський голова, 1958 року народження, член Народної партії              | 26.03.2006   | 31.10.2010      |
| Рубиш Микола Генадієвич     | Сільський голова, 1958 року народження, освіта вища, член Народної партії | 31.10.2010   |                 |

Примітка: таблиця складена за даними сайту Верховної Ради України

## Населення
Згідно з переписом УРСР 1989 року чисельність наявного населення сільської ради становила 1727 осіб, з яких 813 чоловіків та 914 жінок.
За переписом населення України 2001 року в сільській раді мешкала 1651 особа.

### Мова
Розподіл населення за рідною мовою за даними перепису 2001 року:
| Мова       | Відсоток |
| ---------- | -------- |
| українська | 99,58 %  |
| російська  | 0,36 %   |
| білоруська | 0,06 %   |